# Перфектният мъж
„Перфектният мъж“ (на английски: The Perfect Man) е американска комедия от 2005 година. Хилари Дъф, Хедър Локлиър и Крис Нот са звездите в тази ужасно забавна, но и трогателна комедия за майките, дъщерите и невероятните подвизи, на които са способни хората заради любовта.

## Сюжет
Внимание:  Текстът по-долу разкрива сюжета на произведението (или части от него)!
Хилари Дъф е в ролята на тийнейджърка с мисия да намери на самотната си майка идеалния мъж, дори ако се налага да го измисли. Тъй като няма избор, тя сътворява въображаем таен обожател, черпейки идеи от чаровен ресторантьор. Но планът ѝ повече я изправя на нокти, отколкото завърта главата на майка ѝ...